# 八王子市立陶鎔小学校
八王子市立陶鎔小学校（はちおうじしりつ とうようしょうがっこう）は、東京都八王子市犬目町にある公立小学校。
2024年（令和6年）5月1日現在、児童数468人、教員数28人である。

## 沿革
- 1872年（明治5年） - 犬目村、楢原村にそれぞれ学舎を開き、寺院を校舎にあてる[2]。
- 1877年（明治10年）5月 - 両学舎を合併し、陶鎔学校として創立[2]。
- 1879年（明治12年）5月 - 犬目村殿開戸59番地に校舎を設けて開校。建坪55坪（教室1、事務室1）校地218坪[2]。
- 1941年（昭和16年） - 国民学校令施行により、陶鎔国民学校に改称[2]。
- 1947年（昭和22年） - 学制改革により、川口村立陶鎔小学校に改称[2]。
- 1955年（昭和30年）4月1日 - 八王子市に編入合併され、八王子市立陶鎔小学校に改称[2]。
- 1966年（昭和41年）8月15日 - プール（25ｍ×10ｍ）を落成[2]。
- 1967年（昭和42年）5月20日 - 校章を制定[3]。
- 1970年（昭和45年）5月25日 - 体育館を落成。落成式を挙行[2]。
- 1971年（昭和46年）6月30日 - 校地拡張のため西側の畑地3,735平方メートルを買収。運動場として整備開始（総校地12,636平方メートル）[2]。
- 1982年（昭和57年）10月24日 - 日本学校体育研究連合会全国大会にて、保健体育指導研究優良校として表彰される[2]。
- 1984年（昭和59年） 
  - 3月31日 - 正門東側に「どんぐり山」を設置[2]。
  - 11月9日 - 文部省指定体力づくり推進校・八王子市教育委員会研究指定校として、3年間にわたる研究実践を全国公開発表[2]。
- 1993年（平成5年）12月15日 - ランチルームが完成[2]。
- 2005年（平成17年）4月1日 - 心身障害学級「のぞみ」を開設[2]。
- 2012年（平成24年）11月1日 - 校舎および体育館の耐震補強工事を実施[2]。
- 2018年（平成30年）12月3日 - 学校運営協議会が文部科学大臣表彰を受ける[2]。
- 2023年（令和5年）1月20日 - 校舎・体育館外壁塗装工事および屋上防水工事を実施[2]。

## 学区
- 犬目町（一部）
- 楢原町（一部）

出典：

## 進学先の中学校
- 八王子市立楢原中学校[4]

## アクセス
- 西東京バス「陶鎔小学校」停留所から徒歩すぐ

## 周辺
- スーパーアルプス楢原店
- 桜並木公園
- 犬目幼稚園
- 特別養護老人ホーム桜の里